# تنهایم بگذار (فیلم ۲۰۰۴)
«تنهام بذار» (انگلیسی: Leave Me Alone (2004 thriller film)) فیلمی در ژانر مهیج است که در سال ۲۰۰۴ منتشر شد.